# ميخائيل هارتمان (لاعب كرة قدم)
ميخائيل هارتمان (بالإنجليزية: Michael Hartmann) هو لاعب كرة قدم أمريكي، ولد في 13 يونيو 1994 في Medford, New Jersey ‏ في الولايات المتحدة.

## وصلات خارجية
- ميخائيل هارتمان (لاعب كرة قدم) على موقع قاعدة بيانات كرة القدم.إي يو (الإنجليزية)
- ميخائيل هارتمان (لاعب كرة قدم) على موقع Soccerway.com (الإنجليزية)